# Elron
Eesti Liinirongid AS, коммерческое название Elron (до 2013 года Elektriraudtee AS) — эстонская государственная компания, оператор пригородных электропоездов в Таллине и Харьюмаа, а также дизельных поездов, курсирующих по всей Эстонии. Штаб-квартира компании расположена в Таллине.

## История
Акционерное общество Elektriraudtee было создано 23 декабря 1998 года в результате разделения в соответствии с программой реструктуризации и приватизации Эстонской железной дороги (Eesti Raudtee). На момент создания Elektriraudtee 100 % его акций принадлежала Eesti Raudtee, а 15 ноября 2000 года все эти акции были переданы эстонскому государству.

## Собственники и руководство
Владельцем 100 % акций компании на начало 2012 года являлось Министерство экономики и коммуникаций Эстонии.
Председатель правления компании — Лаури Бетлем (Lauri Betlem).

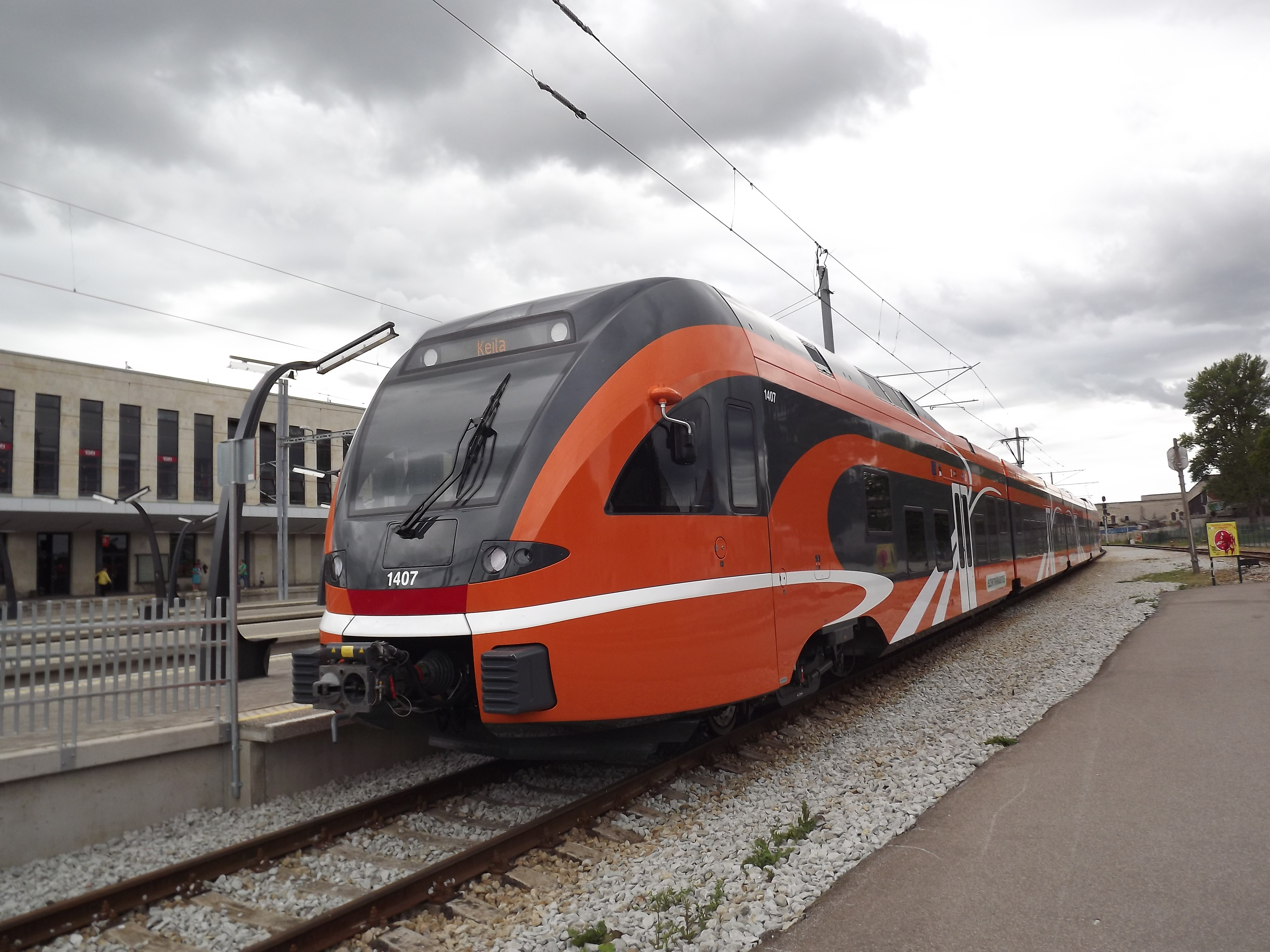
Электропоезд Stadler, принадлежащий Elron, на вокзале Таллина

## Деятельность
С 2014 года компания специализируется на организации пригородных перевозок на электрифицированных маршрутах в Таллинской агломерации, а также междугородних перевозок на неэлектрифицированных маршрутах по всей стране. По состоянию на 2009 год Elektriraudtee обслуживала шесть маршрутов на двух основных направлениях — восточном и западном (общая протяжённость электрифицированных железных дорог равнялась 131,6 км):
- Таллин — Аэгвийду — Таллин;
- Таллин — Рийзипере (с 8 декабря 2019 года — Турба) — Таллин;
- Таллин — Палдиски — Таллин;
- Таллин — Клоогаранна — Таллин;
- Таллин — Кейла — Таллин;
- Таллин — Пяэскюла — Таллин.

1 января 2014 года добавились неэлектрифицированные маршруты:
- Таллин — Вильянди — Таллин;
- Таллин — Тюри — Таллин;
- Таллин — Рапла — Таллин;
- Таллин — Пярну — Таллин (8 декабря 2018 года из-за неудовлетворительного состояния пути отменён. Организовано согласованное движение автобусов от станции Лелле);
- Таллин — Тарту — Таллин;
- Тарту — Валга — Тарту;
- Тарту — Койдула — Тарту;
- Йыгева — Тарту — Йыгева;
- Таллин — Нарва — Таллин;
- Таллин — Раквере — Таллин (с 1 июня 2014 года).

До июля 2013 года подвижной состав компании включал в себя электропоезда ЭР2 и ЭР12 производства Рижского вагоностроительного завода, в основном выпущенные в 1970-х годах. Эти электрички были модернизированы, но в силу своего технического и морального устаревания в 2013 году были заменены новыми швейцарскими электропоездами производства Stadler Rail. С 1 января 2014 года компания оперирует и дизельными поездами того же производства. На вокзале Таллина доступна покупка билета через специализированные автоматы, на прочих станциях — у контролёра непосредственно в поезде.

### Показатели деятельности
В 2009 году на электропоездах компании было совершено 3,08 млн поездок (на 6 % меньше, чем в 2008 году).
Выручка компании за 2010 год составила 34,5 млн крон (за 2009 год — 35,7 млн крон), чистая прибыль — 757,2 тыс. крон (3,7 млн крон в 2009 году).